# Красновка (Алтайский край)
Красновка — упразднённое село в Бурлинском районе Алтайского края. Входило в состав Ореховского сельсовета. Ликвидировано в 1976 г.

## История
Основано в 1910 году. В 1928 году посёлок Красновский состоял из 107 хозяйств, в составе Ореховского сельсовета Славгородского района Славгородского округа Сибирского края. Сельскохозяйственная артель имени Сталина. С 1950 года отделение укрупнённого колхоза имени Сталина. С 1966 г. отделение совхоза «Ореховский»..

## Население
В 1928 году в посёлке проживало 599 человек (301 мужчина и 298 женщин), основное населения — украинцы.